# مهران قاسمي
مهران قاسمي (بالفارسية: مهران قاسمی) هو لاعب كرة قدم إيراني في مركز الوسط، ولد في 15 يناير 1994 في طهران في إيران. لعب مع نادي استقلال طهران ونادي ذوب آهن أصفهان ونادي راه آهن ونادي ستيل آذين.

## وصلات خارجية
- مهران قاسمي على موقع قاعدة بيانات كرة القدم.إي يو (الإنجليزية)
- مهران قاسمي على موقع Soccerway.com (الإنجليزية)